# Arystion (imię)
Arystion – imię pochodzi z greki od przymiotnika znaczącego tyle co najlepszy. Jest zdrobnieniem od imienia Aryst i jednocześnie określeniem syna Arysta. Łacińskim odpowiednikiem jest Aristion. 
Imieniny obchodzi 22 lutego.